# Pietro Freschi
Pietro Freschi, italijanski veslač, * 6. avgust 1906, † 16. oktober 1973.
Freschi je za Italijo nastopil na Poletnih olimpijskih igrah 1928 v Amsterdamu, kjer je kot član četverca brez krmarja osvojil bronasto medaljo.